# Hieronim Wielopolski
Hieronim Wielopolski herbu Starykoń (ur. 1712, zm. 13 marca 1779) – hrabia Świętego Cesarstwa Rzymskiego, koniuszy koronny 1754–1774, generał lejtnant wojsk koronnych w 1752 roku, generał major wojsk koronnych od 1747 roku, szef Regimentu Gwardii Konnej Koronnej od 1745, cześnik koronny 1750–1754, starosta generalny krakowski w latach 1768–1779, starosta przemykowski, żarnowiecki, regimentarz Partii Małopolskiej i Krakowskiej w 1765 roku.

## Życiorys
Był synem Franciszka Wielopolskiego i jego drugiej zony Anny Lubomirskiej, wnukiem hetmana wielkiego koronnego Hieronima Lubomirskiego. Jako poseł na sejm konwokacyjny 1733 roku z województwa krakowskiego był członkiem konfederacji generalnej zawiązanej 27 kwietnia 1733 roku na tym sejmie. W 1733 roku podpisał elekcję Stanisława Leszczyńskiego.
Konsyliarz konfederacji Czartoryskich w 1764 roku, poseł na sejm konwokacyjny (1764) z województwa krakowskiego. Komisarz Komisji Dobrego Porządku województwa sandomierskiego. Komisarz z rycerstwa w Komisji Wojskowej Koronnej w latach 1765–1770.
Do 1772 roku był właścicielem pałacu pod Baranami w Krakowie.
Na Sejmie Rozbiorowym 1773-1775 został wybrany przez króla Stanisława Augusta Poniatowskiego do Rady Nieustającej. Członek konfederacji Andrzeja Mokronowskiego w 1776 roku.

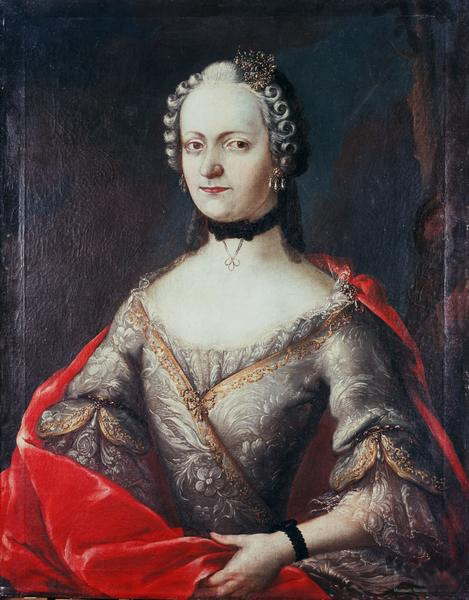
portret żony Urszuli Potockiej

W 1757 odznaczony Orderem Orła Białego, od 1765 kawaler Orderu Świętego Stanisława. W 1741 ożenił się z Urszulą Potocką (1725–1806) małżeństwo pozostało bezpotomne. Właściciel klucza oborskiego browarów i manufaktury papierniczej.